# Procardia
Procardia is een geslacht van tweekleppigen uit de  familie van de Parilimyidae.

## Soorten
- † Procardia decussata (Mantell, 1822)
- † Procardia dolicha (Suter, 1917)
- † Procardia hodgei (Meek, 1871)
- † Procardia inouei Amano, 2019